# 下伯萨
下伯萨是德国图林根州的一个市镇。总面积4.63平方公里，总人口134人，其中男性68人，女性66人（2011年12月31日），人口密度29人/平方公里。